# Terra baixa

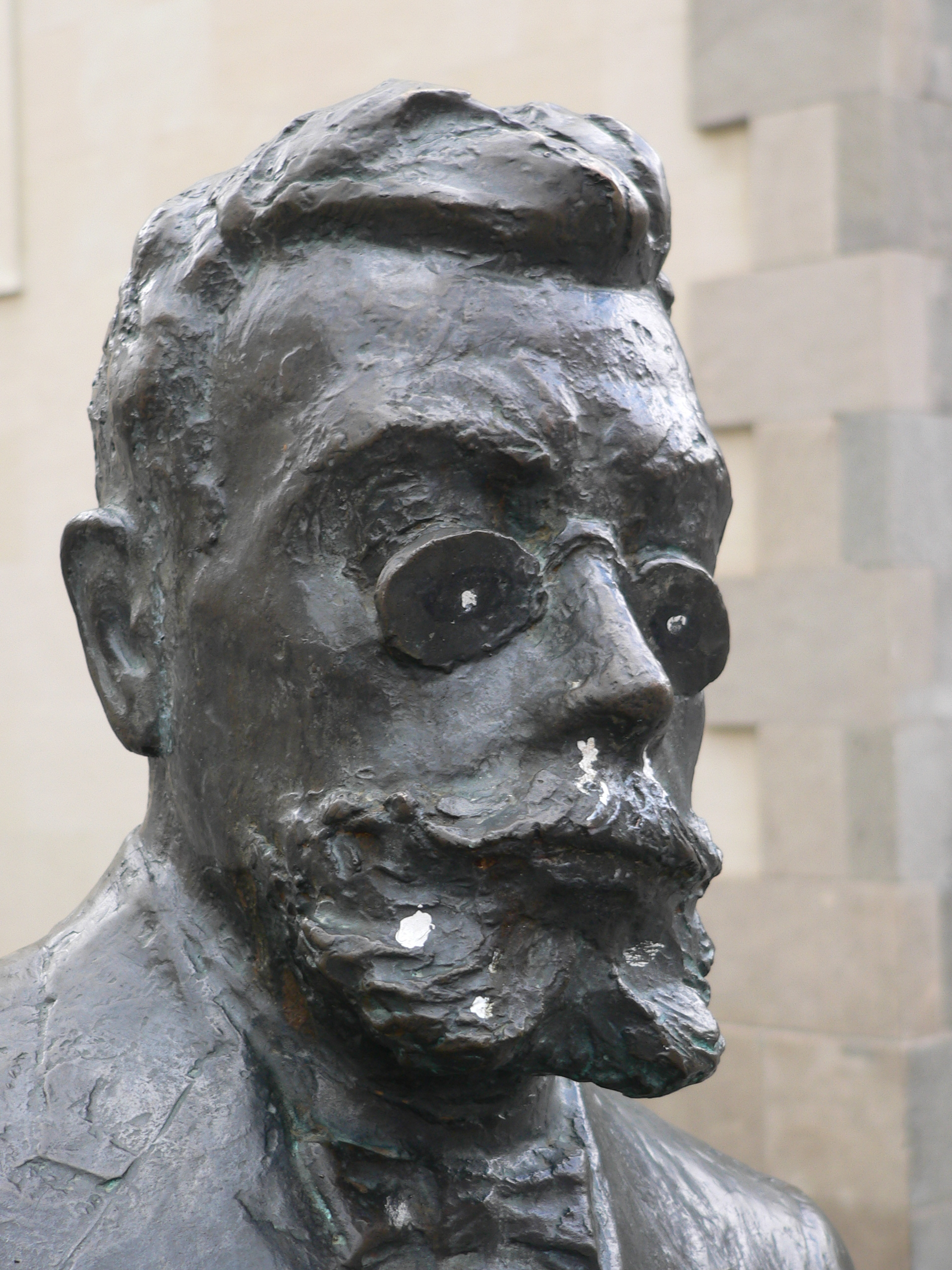
Buste d'Àngel Guimerà, auteur de Terra Baixa, à Santa Cruz de Tenerife.

Terra baixa (en français Terre basse) est une pièce théâtrale du dramaturge et poète Àngel Guimerà, l'une des plus populaires de toutes celles qu'il écrivit. 
Ce drame est l'une des pièces les plus représentées et traduites de la langue catalane, et est devenu un classique du répertoire théâtral catalan.

## Contextualisation

### Politique
À la fin du XIXe siècle, l'Espagne vit la restauration bourbonienne, qui va dès la fin de la Première République espagnole en 1874 jusqu'au coup d'État de Primo de Rivera. Cette période se caractérise par une certaine stabilité institutionnelle qui impulse un modèle libéral de l'État. La révolution industrielle voit la naissance de la classe ouvrière, qui crée une série de mouvements politiques et sociaux, connus sous le nom de mouvement ouvrier.
L'anarchisme s'est emparé des mouvements de révolte sociale de l'époque et à cette époque en Catalogne nait le catalanisme.
L'Europe vécut une époque où les mouvements nationalistes se fortifièrent et réussirent à modifier l'organisation territoriale existante avec la création de nouveaux états tels que l'Italie et l'Allemagne. Ces mouvements défendaient le droit des peuples à décider leur même gouvernement et favorisèrent la chute de grands empires.

### Théâtre
Le théâtre romantique du XIXe siècle cultive un nouveau concept qui casse avec les trois unités dramatiques (unité du temps, de l'action et de l'espace) préétablies jusqu'alors. Cela permet que l'espace du temps soit indéfini, qu'il y a un changement d'espaces scéniques et que plusieurs actions dramatiques coexistassent dans une même scène. Ces nouvelles méthodes s'approchent aux ressources utilisées dans le roman, faisant un théâtre plus narratif. On commence aussi à permettre l'apparition de morts dans l'espace scénique et l'intervention de plusieurs classes sociales en même temps sur la scène.
Le théâtre réaliste porte plus loin cette rupture avec le théâtre classique et utilise des thèmes plus proches à la société : les problèmes domestiques des classes émergentes bourgeoises, l'adultère, des problèmes économiques, etc. 
À la fin du XIXe siècle, en Catalogne, le naturalisme commence à être diffusé, mais avec des difficultés. Les auteurs naturalistes cultivent des thèmes de la réalité quotidienne que le théâtre réaliste avait interdit comme incorporer dans la pièce les classes les plus défavorisées de la société. La classe ouvrière est la classe sociale qui le mieux s'adaptait à la conception naturaliste, qui pariait pour la dissection objective de la réalité sociale, suivant une conception scientiste et déterministe, permettant la description de conflits très passionnels qui entouraient cette classe sociale.

## Argument
Le thème principal de la pièce est l'amour, mais les influences réalistes incitent Guimerà à inclure d'autres questions telles que l'oppression. De cette façon, l'auteur fait un rapprochement avec la réalité contemporaine et les processus de changement que la société catalane expérimentait en exprimant la lutte entre deux mondes irréconciliables.